# South Africa International 2017
Die South Africa International 2017 im Badminton fanden vom 7. bis zum 10. Dezember 2017 in Pretoria statt.

## Sieger und Platzierte
| Disziplin    | Gold                                | Silber                         | Bronze                                   |
| ------------ | ----------------------------------- | ------------------------------ | ---------------------------------------- |
| Herreneinzel | Maxime Moreels                      | Georges Paul                   | Bahaedeen Ahmad Alshannik                |
| Herreneinzel | Maxime Moreels                      | Georges Paul                   | Adam Mendrek                             |
| Dameneinzel  | Vaishnavi Reddy Jakka               | Kate Foo Kune                  | Dorcas Ajoke Adesokan                    |
| Dameneinzel  | Vaishnavi Reddy Jakka               | Kate Foo Kune                  | Michelle Butler-Emmett                   |
| Herrendoppel | Tarun Kona Saurabh Sharma           | Aatish Lubah Georges Paul      | Kapil Chaudhary Brijesh Yadav            |
| Herrendoppel | Tarun Kona Saurabh Sharma           | Aatish Lubah Georges Paul      | Adarsh Kumar Jagadish Yadav              |
| Damendoppel  | Michelle Butler-Emmett Jennifer Fry | Demi Botha Lee-Ann De Wet      | Aurelie Marie Elisa Allet Kobita Dookhee |
| Damendoppel  | Michelle Butler-Emmett Jennifer Fry | Demi Botha Lee-Ann De Wet      | Sandra Le Grange Lehandre Schoeman       |
| Mixed        | Andries Malan Jennifer Fry          | Saurabh Sharma Anoushka Parikh | Adam Mendrek Kate Foo Kune               |
| Mixed        | Andries Malan Jennifer Fry          | Saurabh Sharma Anoushka Parikh | Abdelrahman Kashkal Doha Hany            |